# Dario Đumić
Dario Đumić, né le 30 janvier 1992 à Sarajevo, est un footballeur international bosnien. Il évolue au poste de défenseur central au CD Eldense.

## Biographie

### En club
Il participe à la Ligue Europa avec les clubs du Brøndby IF et du FC Utrecht.

### En équipe nationale
Il est régulièrement sélectionné avec les équipes nationales de jeunes danoises, des moins de 17 ans jusqu'aux moins de 20 ans.
Il joue son premier match en équipe de Bosnie-Herzégovine le 28 mars 2017, en amical contre l'Albanie (victoire 1-2 à Elbasan). Il inscrit son premier but avec la Bosnie 7 octobre 2017, contre la Belgique. Ce match perdu 3-4 à Sarajevo rentre dans le cadre des éliminatoires du mondial 2018.